# Adolphe Boaoutho
Adolphe Boaoutho (9 febbraio 1986) è un calciatore francese, difensore del Magenta.

## Caratteristiche tecniche
È un difensore centrale.

## Carriera

### Club
Comincia a giocare all'AS Témala. Nel 2010 viene acquistato dal Magenta.

### Nazionale
Ha debuttato in Nazionale il 19 luglio 2007, nell'amichevole Nuova Caledonia-Vanuatu (0-2). Ha partecipato, con la Nazionale, alla Coppa delle nazioni oceaniane 2008. Ha collezionato in totale, con la maglia della Nazionale, 8 presenze.